# Lugné-Poe
Lugné-Poe, nome d'arte di Aurélien Marie Lugné (Parigi, 27 dicembre 1869 – Villeneuve-lès-Avignon, 19 giugno 1940), è stato un attore teatrale, regista teatrale e impresario teatrale francese.

## Biografia
Durante gli studi al Liceo Fontanes (futuro Liceo Condorcet), Aurélien Marie Lugné si appassionò al teatro entrando a far parte della compagnia amatoriale degli Escholiers con i suoi compagni di studi. Per seguire tale passione, si iscrisse quindi al prestigioso Conservatoire de Musique et de Déclamation di Parigi. Ancora studente, nel 1887 debuttò al Théâtre Libre di André Antoine, ed in seguito passò alla compagnia del Théâtre d'Art. Decise di farsi chiamare Lugné-Poe in omaggio al poeta statunitense Edgar Allan Poe.
Fondamentale fu per Lugné-Poe l'incontro coi drammi simbolisti di Maurice Maeterlinck, che aprivano un nuovo orizzonte in un teatro che egli vedeva dominato dal naturalismo e dal vaudeville.
Il 5 ottobre 1893 fondò il Théâtre de l'Oeuvre. L'Oeuvre presentava un repertorio modernissimo e cosmopolita, con giovani autori francesi come Henry Bataille, Henri de Régnier, André Gide, Paul Claudel ed autori stranieri quali Henrik Ibsen, George Bernard Shaw, Gerhart Hauptmann e August Strindberg. Sempre alla ricerca di nuovi talenti, il 10 dicembre 1896 Lugné-Poe mise in scena, fra fischi e applausi, Ubu re di Alfred Jarry. Conobbe anche Oscar Wilde